# Haddschi Bakr
Samir Abed Mohammed al-Chleifawi, auch ... Khleifawi (arabisch سمير عبد محمد الخليفاوي; † Januar 2014 in Tall Rifaat, Syrien), besser bekannt unter seinen arabischen Rufnamen Haddschi Bakr (arabisch حجي بكر, DMG Ḥaǧǧī Bakr; auch als Hadschi Bakr und international Haji Bakr zu finden), war ein ehemaliger irakischer Militäroffizier und von 2010 bis 2014 der oberste Stratege der Terrormiliz Islamischer Staat.
Haddschi Bakr war Geheimdienstoberst der irakischen Luftabwehr Saddam Husseins. Er verlor seine Position nach der US-amerikanischen Besetzung 2003. 2004 schloss er sich der Vorgängerorganisation des IS im Irak an. 2010 half er dabei, Abu Bakr al-Baghdadi an die Spitze des IS zu bringen. 2012 ging Haddschi Bakr nach Syrien.
Haddschi Bakr war der strategische Kopf der Rebellengruppe „Islamischer Staat im Irak und in der Levante“ (ISIS). Offiziell fungierte er als Kopf des Militärrates des ISIS und war al-Baghdadis Top-(Stell)Vertreter in Syrien. Unterlagen, die in seinem Haus nach seinem Tod gefunden wurden, scheinen jedoch zu beweisen, dass er und frühere Nachrichtendienstoffiziersgefährten die tatsächlichen Führer hinter al-Baghdadi waren und dass Haddschi Bakr derjenige war, der die akribisch genauen Pläne für die Eroberungen und die territoriale Verwaltung in Syrien und dem Irak durch ISIS entworfen hat.
Haddschi Bakr entwarf Planungen für die Machtübernahme; Spionagezellen, als islamische Missionsbüros getarnt, sollten in allen Dörfern und Städten eingerichtet werden und später auch Morde und Entführungen durchführen. Diese Strategie wurde von der Terrororganisation erfolgreich umgesetzt. Ein irakischer Journalist berichtete, Haddschi Bakr sei „absolut kein Islamist“, sondern ein „hochintelligenter und exzellenter Logistiker“ gewesen.
Im Januar 2014 wurde Haddschi Bakr von den schiitischen Rebellen getötet.
2014 wurde seine Familie von der syrischen Rebellengruppe Liwa at-Tauhid im Austausch gegen türkische Geiseln freigelassen.

## Biographie

### Während des Baath-Regimes
Vor der  Invasion des Irak von 2003 und dem Sturz von Saddam Hussein war Haddschi Bakr Oberst der irakischen Armee gewesen, welcher die Entwicklung von Waffen betrieben und in den Nachrichtendiensten von Saddams Luftabwehrkorps gearbeitet hatte. Laut Hisham al-Hashimi, einem irakischen Journalisten, dessen Vetter mit Haddschi Bakr diente, war er eine Zeitlang auf dem Militärflughafen in al-Habbaniyya stationiert. Laut irakischem Nachrichtendienst schloss er sich al-Qaida im Irak an und beteiligte sich am irakischen Aufstand.

### Nach der Invasion des Irak
Inhaftiert von amerikanischen Truppen saß Haddschi Bakr im Arrest in Camp Bucca, neben Männern, die später die oberste Führung der ISIS bilden sollten, darunter Abu Muslim al-Turkmani, Abu Abdulrahman al Bilawi und der zukünftige Anführer Abu Bakr al-Baghdadi.
Nach seiner Entlassung wurde er ein hochrangiger Führer im Islamischen Staat im Irak und leitete den Militärrat der Gruppe nach der Tötung der obersten Befehlshaber Abu Abdullah ar-Raschid al-Baghdadi und Abu Ayyub al-Masri durch US-Streitkräfte im Jahre 2010. Haddschi Bakr spielte eine einflussreiche Rolle bei der Entscheidung zugunsten al-Baghdadis als nächsten ISIS-Anführers und er organisierte eine interne Säuberung, welche mit zahlreichen Morden einherging, zum Zwecke der Festigung von al-Baghdadis Macht über die Gruppe.
Haddschi Bakr wurde Anfang Januar 2014 in der nordsyrischen Stadt Tall Rifaat von Mitgliedern der Syrischen-Märtyrer-Brigaden, welche nicht um seine Bedeutung wussten, zur Zeit des Konflikts zwischen ISIS und anderen syrischen Rebellengruppen getötet. Nach Haddschi Bakrs Tod stieg Abu Abdulrahman al Bilawi zum Anführer des ISIS-Militärrats auf. Al-Bilawi (1971–2014) war auch ein ehemaliger Hauptmann in der Armee und wurde in dieser Position im  ISIS-Militärrat von noch einem weiteren früheren Offizier aus Saddams Armee, Oberst Abu Ayman al-Iraqi, abgelöst.